# ۰۰۷: ذره‌ای آرامش
۰۰۷: ذره‌ای آرامش (به انگلیسی: 007: Quantum of Solace) یک بازی ویدئویی در سبک تیراندازی اول شخص (تیراندازی سوم شخص برای نینتندو دی‌اس و پلی‌استیشن ۲) با الهام از فیلم‌های کازینو رویال و ذره‌ای آرامش است که در سال ۲۰۰۸ توسط شرکت تری‌آرک توسعه یافته و به‌وسیلهٔ شرکت اکتیویژن بر روی پلی‌استیشن ۲، پلی‌استیشن ۳، اکس‌باکس ۳۶۰، وی، و مایکروسافت ویندوز منتشر گردید. نسخه ژاپنی بازی بر روی کنسول وی در سال ۲۰۰۹ توسط شرکت اسکوئر انیکس در ژاپن انتشار یافت. نسخه روسی این بازی نیز در سال ۲۰۰۸ توسط شرکت «نووی دیسک»  بر روی مایکروسافت ویندوز عرضه گردید. نسخه کنسول بازی دستی نینتندو دی‌اس این بازی نیز در سال ۲۰۰۸ توسط شرکت ویکاریوس ویژن ساخته و توسط اکتیویژن منتشر گردید.

## گیم‌پلی

سیستم کاورگیری در بازی

این بازی در اصل به صورت تیراندازی سوم شخص ساخته شده و بیشتر زمان بازی در این حالت سپری می‌شود، اما در هنگام سنگرگیری جیمز باند، دوربین به صورت سوم شخص درآمده و جزئیات کاملتری از صحنه بازی و موقعیت دشمنان را به بازیباز ارائه می‌دهد. این بازی از تکنولوژی هاوک برای ارائه فیزیک به کار رفته در بازی سود می‌برد. همچنین سیستم رویداد فوری هم در این بازی بکار رفته‌است و بازیباز در هنگامی که به دشمنان نزدیک باشد باید به موقع دکمه یا دکمه‌های خاصی را در زمان مناسبی فشار دهد تا موفق به انجام عملی ویژه گردد. مینی گیم‌های مختلفی از جمله هک نمودن قفل‌ها و فشار دادن دکمه‌های مناسب در بازی گنجانده شده‌است.
حالت چندنفره بازی، اجازه بازی همزمان تا ۱۲ نفر را می‌دهد و شامل مدهای زیر می‌باشد:
- علیه باند [۶]
- تفنگ طلایی [۷]
- گریز باند [۸]

## داستان
داستان این بازی بر اساس بیست و یکمین و بیست و دومین فیلم‌های جیمز باند، یعنی کازینو رویال و ذره‌ای آرامش ساخته شده‌است و بازیباز در نقش جیمز باند با بازی دنیل کریگ به بازی می‌پردازد. ماجراهای این بازی در مکان‌های مختلفی از جمله: لندن، اتریش، ونیز، میامی، بولیوی، ماداگاسکار و... اتفاق می‌افتد.

## اختلافات ویژه نسخه‌های بازی

گرافیک بازی در نینتندو دی‌اس

- نینتندو دی‌اس: تفاوت‌های این نسخه با سایر نسخه‌ها به دلیل امکانات این کنسول بسیار زیاد است. گرافیک در این نسخه کاملاً به صورت سوم شخص بوده و حرکت جیمز باند در صفحه با استفاده از قابلیت صفحه لمسی نینتندو دی‌اس، امکان‌پذیر است. در این نسخه فقط ۶ اسلحه برای جیمز باند در بازی وجود دارد.
- وی: نسخه وی این بازی در حالت مولتی پلیر امکان بازی همزمان چهار بازیباز را به صورت همزمان ارائه می‌دهد. به این صورت که صفحه بازی به چهار قسمت تبدیل شده و هر بازیباز می‌تواند قهرمان خود را در ان قسمت دیده و هدایت نماید.
- پلی‌استیشن ۲: این نسخه از بازی کاملاً به صورت سوم شخص بوده و به مانند بازی همه‌چیز یا هیچ‌چیز و رزیدنت ایول ۴ است. در این نسخه قابلیت چندنفره وجود نداشته و بعضی از مراحل مانند «فرودگاه میامی» و «قطار» حذف گردیده‌است.

## مشخصات فنی
- گرافیک: این بازی از سری باز ی‌های «تیراندازی اول شخص» می‌باشد و محیط بازی به صورت کاملاً سه بعدی طراحی و ساخته شده‌است. چهره جیمز باند کاملاً از روی چهره دنیل کریگ بازیگر اصلی شخصیت جیمز باند در فیلم‌های کازینو رویال و ذره‌ای آرامش، ساخته و طراحی گردیده‌است.
- صدا و موسیقی: موسیقی استفاده شده در این بازی ساخته «کریستوفر لنرتز»[۱۰] می‌باشد که البته بعدها به دلایلی به استودیوی سمفونی هالیوود[۱۱] سپرده شد.[۱۲]

صدای جیمز باند نیز در این بازی توسط هنرپیشه معروف و ایفاکننده نقش جیمز باند در فیلم اصلی، دنیل کریگ صدا گذاری گردیده‌است.
- امتیاز کلی: نسخه‌های مختلف این بازی امتیازهای متفاوتی از سایت‌های بازی دریافت کرده‌است. میانگین رنکینگ نسخه‌های مختلف این بازی به شرح زیر است:[۱۴]

| پلی‌استیشن ۲       | ۷۶٫۵۰ |
| اکس‌باکس ۳۶۰       | ۶۷٫۸۵ |
| مایکروسافت ویندوز | ۶۷٫۱۰ |
| پلی‌استیشن ۳       | ۶۶٫۸۶ |
| وی                | ۵۴٫۵۵ |

## متفرقه
این بازی اولین بازی از سری جیمز باند می‌باشد که توسط شرکتی غیر از الکترونیک آرتس روانه بازار می‌گردد. شرکت اکتیویژن حق انتشار سری بازی‌های جیمز باند را در تاریخ ۳ مه ۲۰۰۶، تا تاریخ ۲۰۱۴ بدست آورده‌اند.